# Northern Miwok
Northern Miwok, jedna od tri glavne grane Sierra Miwok Indijanaca u dolinama gornjih tokova rijeka Mokelumne i Calaveras u središnjoj Kaliforniji. Sjeverni Miwoki imali su 20 naselja koja su se nalazila u podnožjima Sierra Nevade duž rijeka Calaveras, Mokelumne, Cosumnes i Jackson Creeka što sa Sierre teku prema San Joaquinu. Jezično pripadaju porodici Moquelumnan, a kultura je tipična za kalifornijska plemena. 
Sela: Apautawilü, Chakane-sü, Hechenü, Heina, Huta-sü, Kaitimü, Ketina, Künüsü, Mona-sü, Noma, Omo, Penken-sü, Pola-sü, Seweu-su, Sopochi, Tukupe-sü, Tumuti, Upüsüni, Yule i Yuloni.
Na njihovom teritoriju danas se nalazi i Indian Grinding Rock State Historic Park, mjesto udaljeno oko 8 milja istočno od Jacksona, gdje su Northern Miwoki sakupljeni žir mljeli u brašno, od čega su proizvodili pogačice acorn-bread. Na obližnjim vapnenačkim stijenama nalazi se 363 petroglifa. 